# Tochukwu Okeke
Tochukwu Michael Okeke (ur. 6 marca 1993) – nigeryjski zapaśnik walczący w stylu klasycznym. Brązowy medalista igrzysk afrykańskich w 2019, a także mistrzostw Afryki w 2017. Zajął 16. miejsce na igrzyskach wojskowych w 2015 i 22. miejsce w 2019 roku.